# Убити пересмішника
«Убити пересмішника» (англ. To Kill a Mockingbird) — роман американської письменниці Гарпер Лі, опублікований 1960 року. Книга одразу ж здобула популярність, здобула Пулітцерівську премію і стала класикою сучасної американської літератури. Сюжет і персонажі засновані на спостереженнях Лі за своєю сім'єю, сусідами та подією, яка сталася поблизу її рідного міста Монровіль, штат Алабама, у 1936 році, коли їй було десять років.
Незважаючи на серйозні проблеми зґвалтування та расової нерівності, роман славиться своєю теплотою та гумором. Аттікус Фінч, батько оповідача, став моральним героєм для багатьох читачів і взірцем чесності для юристів. Історик Джозеф Креспіно пояснює: «У двадцятому столітті «Убити пересмішника» — це, ймовірно, найпопулярніша книга про раси в Америці, а її головний герой, Аттікус Фінч, — найстійкіший вигаданий образ расового героїзму». Як південно-готичний роман і роман виховання, основні теми «Убити пересмішника» стосуються расової несправедливості та знищення невинності. Вчені відзначили, що Лі також звертається до питань класу, мужності, співчуття та гендерних ролей на Глибокому Півдні. Уроки з книги підкреслюють толерантність і засуджують упередження. Незважаючи на свою тематику, «Убити пересмішника» був предметом кампаній за видалення з публічних класів, часто оскаржуваних через використання расових епітетів. У 2006 році британські бібліотекарі поставили цю книгу перед Біблією як книгу, яку «кожен дорослий повинен прочитати перед смертю».
Реакція на роман була дуже різною після публікації. Незважаючи на кількість проданих примірників і широке використання в освіті, літературний аналіз цього невеликий. Письменниця Мері Макдоно Мерфі, яка зібрала індивідуальні враження від «Убити пересмішника» кількох авторів і громадських діячів, називає книгу «дивовижним феноменом». У 1962 році режисер Роберт Малліган екранізував твір за сценарієм Гортона Фута. Фільм отримав премію «Оскар». Починаючи з 1990 року в рідному місті Гарпер Лі щорічно ставиться вистава за мотивами роману.
У 2016 році вийшла книга Гарпер Лі «Іди, вартового постав» (Go Set A Watchman), яка спочатку подавалася видавцем як продовження роману «Убити пересмішника», але зараз вважається його першою версією.  Лі продовжувала реагувати на вплив своєї роботи до своєї смерті в лютому 2016 року, хоча вона відмовлялася від будь-якого особистого розголосу про себе чи роман з 1964 року.

## Біографічна довідка та публікація
Народившись у 1926 році, Гарпер Лі виросла в південному містечку Монровілль, штат Алабама, де вона стала близькою подругою письменника Трумена Капоте, який незабаром став відомим. Вона відвідувала Гантінгдонський коледж у Монтгомері (1944–45), а потім вивчала право в Університеті Алабами (1945–49). Під час навчання в коледжі вона писала для літературних журналів університетського містечка: Huntress в Гатінгтоні та гумористичного журналу Rammer Jammer в Університеті Алабами. В обох коледжах вона писала короткі оповідання та інші твори про расову несправедливість, тема, яка рідко згадувалася в таких кампусах того часу. У 1950 році Лі переїхала до Нью-Йорка, де працювала клерком з бронювання в British Overseas Airways Corporation. Там вона почала писати збірку есеїв та оповідань про людей у Монровіллі. Сподіваючись на публікацію, у 1957 році Лі представила свій твір літературному агенту, рекомендованому Капоте. Редактор JB Lippincott, який купив рукопис, порадив їй звільнитися з авіакомпанії та зосередитися на написанні твору.
Пожертви друзів дозволили їй безперервно писати протягом року. Після завершення першої чернетки та повернення її Ліппінкотту, рукопис, на той момент під назвою «Піди, постав сторожа», потрапив до рук Терези фон Гохофф Торрі, професійно відомої як Тай Гогофф. Гогофф була вражена: «Іскра справжньої письменниці спалахувала в кожному рядку», — розповідала вона пізніше в корпоративній історії Lippincott, але, як бачила Гогофф, рукопис аж ніяк не був придатним для публікації. За її словами, це була «скоріше серія анекдотів, ніж повністю продуманий роман». Протягом наступних двох з половиною років вона вела Лі від однієї чернетки до іншої, поки книга нарешті не набула завершеної форми.
Після того, як назва «Вартовий» була відхилена, вона була перейменована на «Аттікус», але Лі перейменував її на «Убити пересмішника», щоб відобразити, що історія виходить за рамки портрета персонажа. Книга була опублікована 11 липня 1960 року. Редакційна команда Lippincott попередила Лі, що вона, ймовірно, продасть лише кілька тисяч примірників. У 1964 році Лі згадала свої сподівання щодо книги, сказавши:
Я ніколи не сподівалася на успіх "Пересмішника"... Я сподівалася на швидку і милосердну смерть від рук рецензентів, але, водночас, я сподівався, що вона комусь сподобається настільки, що мене заохотять. Публічну підтримку. Як я вже казала, я сподівалася на трохи, але отримала досить багато, і в деякому сенсі це було майже так само страшно, як і швидка, милосердна смерть, на яку я розраховувала.
Замість «швидкої та милосердної смерті» Reader's Digest Condensed Books обрала книгу для перевидання частково, що одразу забезпечило їй широку читацьку аудиторію. З моменту першої публікації книга ніколи не зникала з друку.

## Короткий зміст сюжету

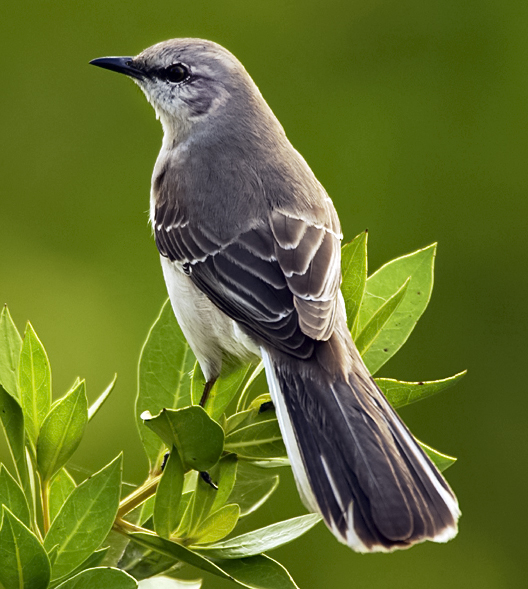
Пересмішник — горобцеподібний птах, який у творі символізує невинність

Події в романі відбуваються впродовж трьох років (1933–35) під час Великої депресії у вигаданому містечку Мейкомб (Алабама), яке носить на собі «печать старечої втоми». Розповідь ведеться від імені головної героїні — шестирічної Джин Луїзи Фінч (на прізвисько Всевидько, англ. Scout). Вона живе зі старшим на чотири роки братом Джемом (Джеремі) і батьком-удівцем Аттікусом, який працює адвокатом. Всевидько і Джем дружать із хлопчиком на ім'я Діл, який щоліта приїжджає в Мейкомб до тітки. Троє дітей зачаровані розповідями про свого сусіда Артура Редлі на прізвисько Страхолюд (в іншому перекладі — «Примара», англ. Boo) і бояться його. Страхолюд веде самітницьке життя, протягом багатьох років його майже ніхто не бачив. Дорослі Мейкомба не розповідають дітям деталі його життя, тому Всевидько, Джем і Діл переповідають чутки про зовнішність Страхолюда і причини його самітництва. Вони мріють виманити його з будинку. Після двох проведених із Ділом літ Джин і Джем знаходять дрібні подарунки, які хтось залишає в дуплі дерева неподалік садиби Редлі. Кілька разів таємничий Страхолюд робить щось добре для дітей, але не хоче спілкуватися з ними особисто.
У цей же час суддя Тейлор призначає Аттікуса адвокатом Тома Робінсона, чорношкірого чоловіка, якого звинувачують у зґвалтуванні молодої білої дівчини, Меєли Юел. Аттікус робить усе можливе, щоб захистити Тома, це викликає несхвалення багатьох жителів Мейкомба. Інші діти глузують з Джема і Джин через поведінку їхнього батька, називаючи його «прихильником негрів». Дівчинка встряє у бійки, щоб захистити честь Аттікуса, однак він забороняє їй це робити. Група чоловіків збирається викрасти Тома із в'язниці і лінчувати його, тому Аттікус охороняє в ту ніч свого підопічного. Небезпека минає, коли Джин, Джем і Діл без дозволу пробираються до в'язниці, і Всевидько із дитячою щирістю переконує чоловіків відмовитися від своїх намірів.
Аттікус не хоче, щоб його діти були присутні на суді у справі Робінсона, але вони все одно приходять. У приміщенні для білих немає жодного вільного місця, тому на запрошення превелебного Сайкса Джем, Всевидько і Діл сідають на галереї, яка призначена для чорношкірих. Аттікус доводить, що свідки обвинувачення — Меєла та її батько Боб Юел — говорять неправду. Під час допиту свідків виявляється, що Меєла, у якої не було друзів, сексуально домагалася Тома, її батько побачив це й побив доньку. На суді вони стверджують, що Том побив і зґвалтував дівчину. Попри вагомі докази невинуватості Тома, присяжні виносять обвинувальний вирок. За зґвалтування білої жінки чорношкірого повинні стратити. Віра Аттікуса і Джема в правосуддя сильно похитнулася. Попри шанси виграти апеляцію на вирок, Том вирішує тікати із в'язниці. Під час утечі його вбивають вартові.
Незважаючи на обвинувальний вирок Тому, внаслідок судового процесу репутація Боба Юела, і до того вкрай сумнівна, ще більше погіршилася. Юел резонно вважає винним у цьому Аттікуса, який фактично довів брехню Боба під присягою. Під час зустрічі Юел плює адвокату в обличчя і обіцяє помститися. Боб намагається проникнути до будинку судді і знущається над удовою Тома. Зрештою, він нападає на беззахисних Джема і Всевидька, коли вони поверталися ввечері зі шкільної вечірки на Хелловін. У бійці Юел ламає Джему руку, однак несподівано хтось приходить дітям на допомогу. Невідомий чоловік убиває Боба і приносить Джема додому. Згодом Всевидько розуміє, що їхнім рятівником був Страхолюд Редлі.
Приїжджає шериф Тейт і виявляє, що Боб Юел загинув у бійці. Шериф сперечається з Аттікусом про доцільність звинувачення Джема у вбивстві (Аттікус упевнений, що його син, хоч із самозахисту, вбив Юела, і цього не слід приховувати). Зрештою адвокат приймає версію Тейта, що Юел сам упав на власний ніж.
Страхолюд просить Джин провести його додому й після прощання на порозі його садиби зникає знову. Стоячи на веранді Редлі, Всевидько уявляє життя з точки зору Страхолюда і шкодує, що вони ніколи не відплачували Страхолюду за ті подарунки, які він робив.

## Автобіографічні елементи
Лі сказала, що «Убити пересмішника» — це не автобіографія, а радше приклад того, як автор «повинен писати про те, що він знає, і писати правдиво». Проте, кілька людей і подій з дитинства Лі схожі на події вигаданого Скаута. Амаса Коулман Лі, батько Лі, був адвокатом, схожим на Аттікуса Фінча. У 1919 році він захищав двох темношкірих чоловіків, звинувачених у вбивстві. Після того як вони були засуджені, повішені та понівечені, він більше не порушував кримінальної справи. Батько Лі також був редактором і видавцем газети Monroeville. Хоча він був більшим прихильником расової сегрегації, ніж Аттікус, у свої останні роки він поступово став більш ліберальним. Хоча мати Скаут померла, коли вона була немовлям, Лі було 25, коли померла її мати, Френсіс Каннінгем Фінч. Мати Лі була схильна до нервового стану, який робив її розумово та емоційно відсутньою. Натхненням для Джема був старший брат Лі Едвін.
Лі створила образ Ділл на прикладі Трумена Капоте, свого друга дитинства, відомого тоді як Персони Трумена. Подібно до того, як Ділл жив улітку по сусідству зі Скаутом, Капоте жив по сусідству з Лі зі своїми тітками, поки його мати відвідувала Нью-Йорк. Як і Ділл, Капоте мав вражаючу уяву та дар захоплюючих оповідань. І Лі, і Капоте любили читати, і в деякому сенсі були нетиповими дітьми: Лі був непомітним карапузом, який швидко вдавався до бійки, а Капоте висміювали за його розвинений словниковий запас і шепелявість. Вони з Капоте вигадували та розігрували історії, які вони писали на старій друкарській машинці Андервуда, яку подарував їм батько Лі. Вони стали хорошими друзями, коли обидва відчули себе відчуженими від однолітків; Капоте назвав їх обох «розлучними людьми». У 1960 році Капоте та Лі разом вирушили до Канзасу, щоб розслідувати численні вбивства, які стали основою документального роману Капоте «З холодним серцем».
Вниз по вулиці Ліс жила сім’я, будинок якої завжди був забитий дошками; вони послужили моделями для вигаданих Редлі. Син родини потрапив у судові проблеми, і батько тримав його вдома 24 роки від сорому. Він був прихований, поки його практично не забули; помер у 1952 р.
Походження Тома Робінсона менш зрозуміле, хоча багато хто припускає, що його персонаж був натхненний кількома моделями. Коли Лі було 10 років біла жінка поблизу Монровіля звинуватила темношкірого чоловіка на ім’я Волтер Летт у її зґвалтуванні. Ця історія та судовий процес були висвітлені газетою її батька, яка повідомила, що Летт був засуджений і засуджений до смертної кари. Після появи серії листів, у яких стверджувалося, що Летт був фальшиво звинувачений, його вирок було замінено на довічне ув'язнення. Там він помер від туберкульозу в 1937 році. Вчені вважають, що скруту Робінсона відображають сумнозвісну справу «хлопців Скоттсборо», у якій дев’ять темношкірих чоловіків були засуджені за зґвалтування двох білих жінок за незначною кількістю доказів. Однак у 2005 році Лі заявила, що мала на увазі щось менш сенсаційне, хоча справа Скоттсборо служила для «тієї ж мети», щоб показати південні забобони. Емметт Тілл, темношкірий підліток, який був убитий за нібито флірт з білою жінкою в Міссісіпі в 1955 році, і смерть якого вважається каталізатором руху за громадянські права, також вважається моделлю для Тома.

## Стиль
—Аллан Гурганус
Найсильнішим елементом стилю, відзначеним критиками та рецензентами, є талант Лі до оповіді, який у ранній рецензії в Time був названий «тактильним блиском». Десятиліттям пізніше інший вчений зазначив: «Гарпер Лі має надзвичайний дар розповідати історії. Її мистецтво є візуальним, і завдяки кінематографічній плавності та витонченості ми бачимо сцену, що переливається в іншу сцену без поштовхів переходу». Лі поєднує голос оповідача дитини, яка спостерігає за своїм оточенням, із роздумами дорослої жінки про своє дитинство, використовуючи двозначність цього голосу в поєднанні з оповідною технікою ретроспекції, щоб складно грати з перспективами. Цей метод оповіді дозволяє Лі розповісти «чудово оманливу» історію, яка поєднує простоту спостережень дитинства з дорослими ситуаціями, ускладненими прихованими мотиваціями та незаперечною традицією. Однак інколи це змішування змушує рецензентів сумніватися в надприродній лексиці та глибині розуміння Скаута. І Гардінг Лемей, і романіст і літературний критик Ґренвілл Гікс висловили сумнів, що діти, такі захищені, як Скаут і Джем, зможуть зрозуміти всю складність і жахи, пов’язані з судом за життя Тома Робінсона.
Пишучи про стиль Лі та використання гумору в трагічній історії, вчена Жаклін Таверньє-Курбен зазначає: «Сміх ... [викриває] гангрену під прекрасною поверхнею, але також принижує її; навряд чи можна ... бути під контролем того, над чим можна посміятися». Передчасні спостереження Скаут про своїх сусідів і поведінку надихнули директора Національного фонду мистецтв Девіда Кіпена назвати її «істерично смішною». Однак для вирішення складних питань Таверньє-Курбен зазначає, що Лі ефективно використовує пародію, сатиру та іронію, використовуючи дитячу перспективу. Після того, як Ділл обіцяє одружитися з нею, а потім проводить надто багато часу з Джем, Скаут вважає, що найкращий спосіб змусити його звернути на неї увагу — це побити його, що вона й робить кілька разів. Перший день Скаут в школі — сатирична трактування виховання; її вчитель каже, що вона повинна виправити шкоду, яку заподіяв Аттікус, навчаючи її читати й писати, і забороняє Аттікусу вчити її далі. Однак Лі з іронією ставиться до найневеселіших ситуацій, оскільки Джем і Скаут намагаються зрозуміти, як Мейкомб приймає расизм і все ще щиро намагається залишатися порядним суспільством. Сатира та іронія використовуються до такої міри, що Таверньє-Курбен пропонує одну інтерпретацію назви книги: Лі висміює освіту, систему правосуддя та власне суспільство, використовуючи їх як предмет свого жартівливого несхвалення.
Критики також відзначають розважальні прийоми, використані для розгортання сюжету. Коли Аттікуса немає в місті, Джем замикає однокласника з недільної школи в підвалі церкви з піччю під час гри в Шадраха. Це спонукає їхню чорношкіру економку Кальпурнію супроводжувати Скаута та Джема до її церкви, що дозволяє дітям зазирнути в її особисте життя, а також у життя Тома Робінсона. Скаут засинає під час вистави на Гелловін і запізнюється на сцену, викликаючи гучний сміх глядачів. Вона настільки розсіяна і збентежена, що вважає за краще йти додому в костюмі шинки, що рятує їй життя.

### Жанри
Науковці характеризують «Убити пересмішника» як південну готику та роман виховання. Гротескні та майже надприродні якості Бу Редлі та його будинку, а також елемент расової несправедливості за участю Тома Робінсона сприяють в романі аурі готики. Лі використовував термін «готика» для опису архітектури будівлі суду Мейкомба та щодо перебільшено хворобливих виступів Ділла в ролі Бу Редлі. Аутсайдери також є важливим елементом текстів південної готики, а запитання Скаута та Джема про ієрархію в місті спонукають вчених порівнювати роман із «Ловцем у житі» та «Пригодами Гекльберрі Фінна». Незважаючи на те, що він кидає виклик міським системам, Скаут шанує Аттікуса як авторитет понад усіх інших, оскільки він вірить, що дотримання власної совісті є найвищим пріоритетом, навіть якщо результатом є соціальний остракізм. Проте вчені сперечаються щодо класифікації південної готики, зазначаючи, що Бу Редлі насправді є людиною, захисником і доброзичливістю. Крім того, звертаючись до таких тем, як алкоголізм, інцест, зґвалтування та расове насильство, Лі писала про своє маленьке містечко реалістично, а не мелодраматично. Вона зображує проблеми окремих персонажів як універсальні основні проблеми кожного суспільства.
Дорослішаючи, Скаут і Джем стикаються з важкими реаліями й навчаються у них. Здається, Лі досліджує почуття втрати Джема через те, що його сусіди розчарували його більше, ніж Скаут. Джем каже їхній сусідці міс Моді наступного дня після суду: «Це як гусениця, загорнута в кокон ... Я завжди вважав людей Мейкомба найкращими людьми у світі, принаймні так вони здавалися». Це змушує його боротися з розумінням поділу раси та класу. Подібно до того, як роман є ілюстрацією змін, з якими стикається Джем, він також є дослідженням реальності, з якою Скаут має зіткнутися як нетипова дівчина на порозі жіночого віку. Як пише один вчений, «Убити пересмішника» можна читати як феміністичний роман про освіту, оскільки Скаут випливає зі свого дитинства з чітким усвідомленням свого місця в громаді та усвідомленням своєї потенційної сили як жінки, якою вона колись стане.

## Теми
Незважаючи на величезну популярність роману після публікації, він не отримав такої пильної уваги, як інша сучасна американська класика. Дон Нобл, редактор книжки есеїв про роман, вважає, що співвідношення продажів до аналітичних есеїв може бути мільйон до одного. Крістофер Метресс пише, що книга є «іконою, чий емоційний вплив залишається дивним чином сильним, тому що він також залишається недослідженим». Ноубл припускає, що він не привертає академічної уваги через його постійний статус бестселера («Якщо це подобається такій кількості людей, це не може бути хорошим»), а звичайні читачі вважають, що вони не потребують аналітичного тлумачення.
З середини 1960-х років Гарпер Лі залишалася осторонь від інтерпретації роману. Проте вона дала певне розуміння своїх тем, коли у рідкісному листі до редактора написала у відповідь на пристрасну реакцію, яку викликала її книга: «Напевно, найпростішому розуму зрозуміло, що «Убити пересмішника» містить слова, що містять рідко більше двох складів, кодекс честі та поведінки, християнський за своєю етикою, який є спадщиною всіх жителів півдня».

### Південне життя і расова несправедливість
—Клаудія Джонсон у "Убити пересмішника: Загроза кордонів, 1994
Коли книга була випущена, рецензенти відзначили, що вона була розділена на дві частини, і думки щодо здатності Лі поєднати їх були неоднозначними. Перша частина роману стосується дитячого захоплення Бу Редлі та їхніх почуттів безпеки та комфорту по сусідству. Рецензенти були загалом зачаровані спостереженнями Скаута та Джема за їхніми чудернацькими сусідами. Один письменник був настільки вражений детальними поясненнями Лі про жителів Мейкомба, що класифікував книгу як південну романтичну регіоналістику. Цей сентименталізм можна помітити в представленні Лі південної кастової системи, щоб пояснити поведінку майже кожного персонажа в романі. Тітка Скаут Александра приписує недоліки та переваги мешканців Мейкомба генеалогії (сім’ї, які мають схильність до азартних ігор і алкоголю), і оповідач розміщує дію та персонажів на тлі детальної історії родини Фінчів та історії Мейкомба. Ця регіоналістська тема далі відображається в очевидному безсиллі Майелли Юелл визнати свої успіхи щодо Тома Робінсона, а також у визначенні Скаутом «хороших людей» як людей зі здоровим глуздом, які роблять усе можливе з тим, що мають. Сам Південь з його традиціями та табу, здається, керує сюжетом більше, ніж персонажі.
Друга частина роману стосується того, що книжковий рецензент Гардінг Лемей назвав «роз’їдаючим духом соромом цивілізованого білого південця у поводженні з неграми». У роки після його виходу багато рецензентів вважали «Убити пересмішника» романом, який головним чином стосується расових відносин. Клаудія Дарст Джонсон схиляється «вважати розумним», що роман був сформований двома подіями, пов’язаними з расовими проблемами в Алабамі: відмовою Рози Паркс поступитися місцем у міському автобусі білій людині, що спричинило бойкот автобуса в Монтгомері, і Заворушення 1956 року в Університеті Алабами після того, як Отерін Люсі та Поллі Маєрс були прийняті до лав студентства (Мажрс зрештою відкликала свою заявку, а Люсі було виключено, але поновлено в 1980 році). Пишучи про історичний контекст побудови роману, двоє інших літературознавців зауважують: «Убити пересмішника» було написано й опубліковано під час найбільш значних і сповнених конфліктів соціальних змін на Півдні з часів Громадянської війни та Реконструкції. Неминуче, незважаючи на його У середині 1930-х років історія, розказана з точки зору 1950-х років, озвучує конфлікти, напругу та страхи, викликані цим переходом».
Вчений Патрік Чура, який припускає, що Еммет Тілль був моделлю для Тома Робінсона, перераховує несправедливість, якої зазнав вигаданий Том, з яким також зіткнувся Тілль. Чура зазначає, що зображення чорного ґвалтівника завдає шкоди репрезентації «міфологізованої вразливої та священної південної жінки». Будь-які злочини чорношкірих чоловіків, які лише натякали на сексуальний контакт з білими жінками під час дії роману, часто призводили до смертної кари для обвинувачених. У суді над Томом Робінсоном брали участь бідні білі фермери, які засудили його, незважаючи на переконливі докази його невинуватості, оскільки більш освічені та помірковані білі городяни підтримали рішення журі. Крім того, жертва расової несправедливості у фільмі «Убити пересмішника» мала фізичні вади, що зробило його нездатним вчинити вчинок, у якому його звинувачували, але також покалічило його іншими способами. Рослін Сігел наводить Тома Робінсона як приклад повторюваного мотиву серед білих південних письменників про чорну людину як «дурного, жалюгідного, беззахисного та залежного від справедливості білих, а не від власного інтелекту, щоб врятувати його». Хоча Тома позбавили від самосуду, його вбили з надмірною жорстокістю під час спроби втечі з в'язниці, отримавши сімнадцять пострілів.
Символічно постає в романі й тема расової несправедливості. Наприклад, Аттікус повинен застрелити скаженого собаку, хоча це не його робота. Керолін Джонс стверджує, що собака представляє упередження в місті Мейкомб, і Аттікус, який чекає на безлюдній вулиці, щоб застрелити собаку, повинен боротися проти расизму міста без допомоги інших білих громадян. Він також самотній, коли стикається з групою, яка має намір лінчувати Тома Робінсона, і знову в будівлі суду під час суду над Томом. Лі навіть використовує сноподібні образи зі скаженого пса, щоб описати деякі сцени в залі суду. Джонс пише: «Справжній скажений пес у Мейкомбі — це расизм, який заперечує людяність Тома Робінсона. ... Коли Аттікус робить свій висновок перед присяжними, він буквально оголює себе перед гнівом присяжних і міста».

### Соціальна стратифікація
—Лі Сміт
В інтерв’ю 1964 року Лі зазначила, що її прагнення було «бути ... Джейн Остін з Південної Алабами». І Остін, і Лі кинули виклик соціальному статус-кво та цінували особисту цінність над соціальним статусом. Коли одного разу Скаут соромить свого біднішого однокласника Волтера Каннінгема в домі Фінчів, Кальпурнія, їхній чорношкірий кухар, карає її за це. Аттікус поважає судження Кальпурнії, а пізніше в книзі навіть протистоїть своїй сестрі, грізній тітці Олександрі, коли вона наполегливо пропонує звільнити Кальпурнію. Одна письменниця зазначає, що Скаут «у остінівському стилі» висміює жінок, з якими вона не бажає ідентифікувати себе. Літературна критикеса Джин Блекол перераховує пріоритети, які поділяють обидві авторки: «утвердження порядку в суспільстві, слухняність, ввічливість і повага до особистості без огляду на статус».
Вчені стверджують, що підхід Лі до класу та раси був складнішим, «ніж приписування расових упереджень головним чином «бідному білому смітю». ... Лі демонструє, як питання статі та класу посилюють упередження, заглушають голоси, які можуть кинути виклик існуючому порядку, і значно ускладнюють уявлення багатьох американців про причини расизму та сегрегації». Використання Лі середнім класом наративний голос — це літературний прийом, який дозволяє налагодити близькість із читачем, незалежно від класу чи культурного походження, і сприяє почуттю ностальгії. Поділяючи точку зору Скаут та Джема, читач має змогу зав’язати стосунки з консервативною місіс Дабоз, яка була до війни; Евелли нижчого класу та Каннінгеми, які однаково бідні, але поводяться по-різному; багатий, але підданий остракізму містер Дольфус Реймонд; і Кальпурнія та інші члени темношкірої спільноти. Діти засвоюють настанову Аттікуса не засуджувати когось, доки вони не переживуть шкуру цієї людини, набувши більшого розуміння мотивів і поведінки людей.

### Мужність і співчуття
Роман був відомий своїм гострим дослідженням різних форм мужності. Імпульсивна схильність Скаута боротися з учнями, які ображають Аттікуса, відображає її спробу заступитися за нього та захистити його. Однак Аттікус є моральним центром роману, і він навчає Джема одному з найважливіших уроків мужності. У заяві, яка передвіщає мотивацію Аттікуса захищати Тома Робінсона та описує місіс Дубоз, яка сповнена рішучості позбутися залежності від морфію, Аттікус каже Джему, що мужність — це «коли тебе облизують, перш ніж почати, але ти все одно починаєш і ти проживеш це незважаючи ні на що».
Чарльз Дж. Шилдс, який написав першу книжкову біографію Гарпер Лі, каже, що причиною незмінної популярності та впливу роману є те, що «його уроки людської гідності та поваги до інших залишаються фундаментальними та універсальними». Урок Аттікуса Скаут про те, що «ви ніколи не зрозумієте людину, поки не розглядатимете речі з її точки зору — поки не залізете в її шкіру і не походите в ній», є прикладом його співчуття. Вона розмірковує над коментарем, слухаючи свідчення Майелли Юелл. Коли Майелла збентежено реагує на запитання Аттікуса, чи є у неї друзі, Скаут каже, що вона, мабуть, самотніша, ніж Бу Редлі. Провівши Бу додому після того, як він врятував їхні життя, Скаут стоїть на ґанку Редлі й розглядає події попередніх трьох років з точки зору Бу. Один письменник зауважує: «... хоча роман стосується трагедії та несправедливості, душевного болю та втрати, він також несе в собі сильне почуття мужності, співчуття та усвідомлення історії, щоб бути кращими людьми».

### Гендерні ролі
Так само, як Лі досліджує розвиток Джема в боротьбі з расистським і несправедливим суспільством, Скаут розуміє, що означає бути жінкою, і кілька жіночих персонажів впливають на її розвиток. Основне ототожнення Скаут зі своїм батьком і старшим братом дозволяє їй описати різноманітність і глибину жіночих персонажів у романі і як одна з них, і як стороння людина. Основними жіночими моделями Скаут є Кальпурнія та її сусідка міс Моді, обидві вольові, незалежні та захищені. Майелла Юелл також має на неї вплив; Скаут спостерігає, як вона знищує невинного чоловіка, щоб приховати своє бажання до нього. Жіночі персонажі, які найбільше коментують відсутність бажання Скаут дотримуватися більш жіночої ролі, також є тими, хто пропагує найбільш расистські та класичні точки зору. Наприклад, місіс Дубоз дорікає Скаут за те, що вона не носить сукню та камзол, і вказує, що вона псує ім’я сім’ї, не роблячи цього, а також ображає наміри Аттікуса захищати Тома Робінсона. Врівноважуючи чоловічий вплив Аттікуса та Джема з жіночим впливом Кальпурнії та міс Моді, один учений пише: «Лі поступово демонструє, що Скаут стає феміністкою на Півдні, оскільки, використовуючи розповідь від першої особи, вона вказує, що Скаут/Джин Луїза все ще зберігає двоїсте ставлення до південної леді, яким вона була в дитинстві».
Відсутні матері та жорстокі батьки — ще одна тема роману. Мати Скаута та Джема померла до того, як Скаут встиг її згадати, мати Майелли померла, а місіс Редлі мовчить про те, що Бу ув’язнено в будинку. Окрім Аттікуса, описані батьки є кривдниками. Натякають, що Боб Юелл розбещував свою доньку, а містер Редлі ув’язнив свого сина у своєму будинку до такої міри, що Бу згадують лише як фантом. Боб Юелл і містер Редлі представляють форму маскулінності, якої не має Аттікус, і роман припускає, що такі чоловіки, а також традиційно жіночі лицеміри в Місіонерському товаристві можуть збити суспільство зі шляху. Аттікус стоїть окремо як унікальний взірець мужності; як пояснює один вчений: «Це робота справжніх чоловіків, які втілюють традиційні чоловічі якості героїчного індивідуалізму, хоробрості та непохитного знання та відданості соціальній справедливості та моралі, — виправити суспільство».

### Закони писані і неписані
Натяки на юридичні питання у «Убити пересмішника», особливо в сценах поза залою суду, привернули увагу правознавців. Клаудія Дерст Джонсон пише, що «двоє вчених-юристів у юридичних журналах зібрали більший обсяг критичних читань, ніж усі літературознавці в літературних журналах». Початкова цитата есеїста 19-го століття Чарльза Лемба звучить так: «Юристи, мабуть, колись були дітьми». Джонсон зазначає, що навіть у світі дитинства Скаута та Джема компроміси та угоди укладаються один з одним, плюнувши на долоню, а закони обговорюються Аттікусом та його дітьми: чи правильно, що Боб Юелл полює та ловить пастки не в сезон? Багато соціальних кодексів порушуються людьми в символічних залах суду: містер Долфус Реймонд був вигнаний суспільством за те, що взяв чорношкіру жінку за цивільну дружину та народив дітей, які були мулатами; Майелла Юелл побита батьком у покарання за поцілунок з Томом Робінсоном; Бувши перетвореним на нелюдину, Бу Редлі отримує набагато більше покарання, ніж будь-який суд міг би йому призначити. Скаут неодноразово порушує кодекси та закони і реагує на свої покарання за це. Наприклад, вона відмовляється носити ошатний одяг, кажучи, що «фанатичні» спроби тітки Олександри вдягнути її в нього викликали у неї відчуття «рожевої бавовняної пенітенціарії, що накривається [на неї]». Джонсон стверджує: «Роман є дослідженням того, як Джем і Скаут починають сприймати складність соціальних кодів і як конфігурація стосунків, продиктована або зумовлена цими кодами, зазнає невдачі або виховує мешканців (їх) маленьких світів».

### Втрата невинності
Співочі птахи та пов’язана з ними символіка з’являються протягом усього роману. Їхнє прізвище Фінч також є дошлюбним прізвищем матері Лі. Пересмішник є ключовим мотивом цієї теми, яка вперше з’являється, коли Аттікус, подарувавши своїм дітям пневматичні гвинтівки на Різдво, дозволяє їхньому дядькові Джеку навчити їх стріляти. Аттікус попереджає їх, що, хоча вони можуть «стріляти в усіх синіх соек, яких забажають», вони повинні пам’ятати, що «убити пересмішника — гріх». Збентежена Скаут підходить до своєї сусідки міс Моді, яка пояснює, що пересмішники ніколи не завдають шкоди іншим живим істотам. Вона зазначає, що пересмішники просто приносять задоволення своїми піснями, кажучи: «Вони не роблять нічого, але співають для нас усім серцем». Письменник Едвін Брюел узагальнив цей символізм, коли написав у 1964 році: ««Убити пересмішника» означає вбити те, що є невинним і нешкідливим, як Том Робінсон». Вчені відзначили, що Лі часто повертається до теми пересмішника, коли намагається висловити моральну думку.
Том Робінсон є головним прикладом, серед кількох у романі, невинних людей, яких недбало чи навмисно знищують. Проте вчений Крістофер Метресс пов’язує пересмішника з Бу Редлі: «Замість того, щоб хотіти використати Бу для власної розваги (як вона робить на початку роману, ставлячи готичні п’єси про його історію), Скаут починає сприймати його як «пересмішника»—тобто як хтось із внутрішньою добротою, яку треба берегти». Останні сторінки книги ілюструють це, оскільки Скаут розповідає про мораль історії, яку їй читав Аттікус, і, натякаючи на Бу Редлі та Тома Робінсона, говорить про персонажа, якого неправильно зрозуміли, "«коли вони нарешті побачили його, чому він не зробив нічого з того ... Аттікус, він був дуже добрим», на що він відповідає: «Більшість людей є такими, Скаут, коли ти нарешті їх бачиш».
У романі так часто викривається втрата невинності, що рецензент Р. А. Дейв стверджує, що оскільки кожен персонаж має зіткнутися з поразкою або навіть зазнати поразки, книга набуває елементів класичної трагедії. Досліджуючи, як кожен персонаж справляється зі своєю особистою поразкою, Лі будує рамки, щоб судити про те, герої чи дурні персонажі. Вона скеровує читача в таких судженнях, чергуючи неприкрите обожнювання та уїдливу іронію. Досвід Скаута з Місіонерським товариством — це іронічне зіставлення жінок, які знущаються над нею, пліткують і «відображають самовдоволене, колонізаторське ставлення до інших рас», водночас створюючи «видимість благородства, благочестя та моральності». І навпаки, коли Аттікус програє справу Тома, він залишає залу суду останнім, за винятком своїх дітей і темношкірих глядачів на кольоровому балконі, які мовчки піднімаються, коли він йде під ними, щоб вшанувати його зусилля.

## Рецензії
Незважаючи на попередження редакторів, що книга може погано продаватися, вона швидко стала сенсацією, принісши визнання Лі в літературних колах, у її рідному місті Монровіллі та по всій Алабамі. Книжка пережила численні наступні видання та стала широко доступною завдяки включенню до клубу «Книга місяця» та виданням, випущеним Reader's Digest Condensed Books.
Початкова реакція на роман була різною. The New Yorker оголосив Лі «вмілою, невибагливою і абсолютно простодушною письменницею», а рецензент Atlantic Monthly оцінив книгу як «приємне, невибагливе читання», але виявив, що голос оповідача — «шестирічної дівчини зі стилем прози добре освіченої дорослої людини» — є неправдоподібне. Журнал «Тайм» у рецензії на книгу за 1960 рік стверджує, що вона «навчає читача неймовірній кількості корисних істин про маленьких дівчаток і про південне життя» і називає Скаут Фінч «найпривабливішою дитиною з тих пір, як Френкі Карсон Маккаллер залишили на весіллі». Chicago Sunday Tribune відзначила справедливий підхід до розповіді про події в романі, написавши: «Це жодним чином не соціологічний роман. Він не підкреслює жодної причини ... «Убити пересмішника» — роман сильного сучасного національного значення».
Не всі рецензенти були в захваті. Деякі нарікали на використання бідних білих жителів півдня та одновимірних темношкірих жертв, а Ґренвіль Гікс назвав книгу «мелодраматичною та надуманою». Коли книга була вперше випущена, південна письменниця Фланнері О’Коннор прокоментувала: «Я думаю, що для дитячої книжки це добре. Цікаво, що всі люди, які її купують, не знають, що вони читають дитячу книжку. Комусь слід сказати, про це». Карсон Маккаллерс, мабуть, погодився з рецензією журналу Time, написавши двоюрідній сестрі: «Ну, люба, ми знаємо одне, що вона браконьєрствовала в моїх літературних запасах».
Через рік після публікації «Убити пересмішника» було перекладено десятьма мовами. За минулі роки було продано понад 30 мільйони примірників і перекладено більш ніж на 40 мов. Роман ніколи не виходив з друку у твердій чи м’якій палітурці, і він став частиною стандартної навчальної програми з літератури. Опитування середніх книжок, які читають учні 9–12 класів у США у 2008 році, показало, що роман є найпопулярнішою книгою в цих класах. Опитування 1991 року, проведене клубом «Книга місяця» та Центром бібліотеки Конгресу, показало, що «Убити пересмішника» була четвертою в списку книг, які «найчастіше згадуються як такі, що впливають на ситуацію». Деякі вважають його «великим американським романом».
50-річчя виходу роману зустріли святкуваннями та роздумами про його вплив. Ерік Зорн з Chicago Tribune хвалить Лі за «багате використання мови», але пише, що головний урок полягає в тому, що «мужність не завжди кричуща, не завжди достатня, але завжди стильна». Джейн Салліван у Sydney Morning Herald погоджується, заявляючи, що книга «все ще викликає свіже й жахливе обурення», оскільки розглядає мораль, тему, яка останнім часом стала немодною. Чімаманда Нґозі Адічі в статті The Guardian стверджує, що Лі, рідкісно для американських романістів, пише «люто прогресивним чорнилом, у якому немає нічого неминучого про расизм, а сама його основа піддається сумніву», порівнюючи її з Вільямом Фолкнером, який писав про расизм як неминучість. Літературний критик Розмарі Ґорінг у шотландському The Herald відзначає зв’язки між Лі та Джейн Остін, заявляючи про красномовне обговорення центральної теми книги, що «свої моральні переконання варті того, щоб за них боротися, навіть ризикуючи бути зневаженими».
Алабамський спортивний письменник Аллен Барра різко розкритикував Лі та роман у The Wall Street Journal, назвавши Аттікуса «сховищем епіграм у бочці крекеру», а роман представляє «прикрашений цукром міф» про історію Алабами. Барра пише: «Настав час припинити вдавати, що «Убити пересмішника» — це якась позачасова класика, яка стоїть у ряду з великими творами американської літератури. Її безкровний ліберальний гуманізм, на жаль, застарів». Томас Меллон у «Нью-Йоркері» критикує жорстку та самовдоволену поведінку Аттікуса та називає Скаут «своєрідною надзвичайно сконструйованою лялькою», чиї слова та дії є неймовірними. Хоча Меллон визнає, що роман працює, Меллон критикує «дико нестабільний» оповідальний голос Лі за розвиток історії про змістовне сусідство, доки воно не почне надавати моралі в судовій драмі, слідуючи своїм спостереженням, що «книга почала плекати власну доброту» до того моменту, коли справа закінчиться. Захищаючи книгу, Акін Аджаї пише, що справедливість «часто є складною, але завжди має ґрунтуватися на понятті рівності та справедливості для всіх». Аджаї стверджує, що книга змушує читачів задавати питання про расу, клас і суспільство, але вона не була написана, щоб вирішити їх.

Багато письменників порівнюють своє сприйняття «Убити пересмішника» дорослими з тим, коли вони вперше прочитали її в дитинстві. Мері МакДона Мерфі взяла інтерв’ю у знаменитостей, у тому числі в Опри Вінфрі, Розанн Кеш, Тома Брокоу та сестри Гарпер Еліс Лі, які читали роман і зібрали свої враження від нього, будучи дітьми та дорослими, у книжці під назвою «Скаут, Аттікус і Бу».
28 грудня 2021 року The New York Times оголосила «Убити пересмішника» найкращою книгою за останні 125 років.

### Аттікус Фінч і професія юриста
Я пообіцяв собі, що коли виросту і стану чоловіком, то намагатимусь робити речі такі ж добрі й благородні, як те, що зробив Аттікус для Тома Робінсона.

— Скотт Туроу 
Одним із найбільш значущих впливів «Убити пересмішника» є модель чесності юриста Аттікуса Фінча. Як пояснює вчений Еліс Петрі, «Аттікус став чимось на зразок народного героя в юридичних колах, і до нього ставляться майже як до справжньої особи». Морріс Діз з Southern Poverty Law Center називає Аттікуса Фінча причиною, через яку він став адвокатом, а Річард Матч, федеральний суддя, який головував у судовому процесі Тімоті Маквея, вважає Аттікуса одним із основних суддів. Один професор права в Університеті Нотр-Дам заявив, що найвпливовішим підручником, за яким він викладав, був «Убити пересмішника», а стаття в Michigan Law Review стверджує: «Жоден справжній юрист не зробив більше для самооцінки чи громадськості. сприйняття професії юриста», перш ніж поставити під сумнів, чи «Аттікус Фінч - взірець честі або особливо спритний найманий вбивця».
У 1992 році редакційна стаття в Алабамі закликала до смерті Аттікуса, кажучи, що яким би ліберальним не був Аттікус, він усе ще працював у системі інституціоналізованого расизму та сексизму, і його не слід шанувати. Редакційна стаття викликала шквал відгуків з боку адвокатів, які прийшли в професію завдяки йому і вважали його героєм. Критики Аттікуса стверджують, що він морально неоднозначний і не використовує свої юридичні навички, щоб кинути виклик расистському статус-кво в Мейкомбі. Однак у 1997 році колегія адвокатів штату Алабама встановила пам’ятник Аттікусу в Монровілі, відзначивши його існування як «першу пам’ятну віху в судовій історії штату». У 2008 році сама Лі отримала почесне спеціальне членство в колегії адвокатів штату Алабама за створення Аттікуса, який «став уособленням зразкового юриста, який обслуговує юридичні потреби бідних».

### Соціальний коментар і виклики
Книга «Убити пересмішника» стала джерелом значних суперечок, оскільки вона стала предметом вивчення в класі ще в 1963 році. Расистські образи, ненормативна лексика та відверте обговорення зґвалтувань у книзі спонукали людей оскаржувати її доцільність у бібліотеках та класах у Сполучених Штатах. Американська бібліотечна асоціація повідомила, що «Убити пересмішника» посідає 21 місце серед 100 найбільш часто оскаржуваних книг 2000–2009 років. Після скарг батьків щодо расистських виразів, які в ньому містяться, роман було вилучено з класних кімнат у Вірджинії в 2016 році та в Білоксі, штат Міссісіпі, де було описано, що він викликає у людей «незручність» у 2017 році. У випадку Міссісіпі роман було вилучено зі списку обов’язкової літератури, але згодом було надано зацікавленим учням за згодою батьків. Такі рішення були піддані критиці: Американська спілка громадянських свобод відзначила важливість залучення до тем роману в місцях, де зберігається расова несправедливість. У 2021 році група вчителів у Мукілтео, штат Вашингтон, запропонувала вилучити книгу зі списку обов’язкової літератури для першокурсників і зі списку схвалених округом книг для вивчення та аналізу в класах, стверджуючи, що вона «зосереджена на білості». Шкільна рада схвалила першу, але не другу пропозицію. Беккі Літтл з The History Channel і представники Дому Марка Твена зазначили, що цінність класики полягає в її силі «кинути виклик нашому погляду на речі» («Пригоди Гекльберрі Фінна» Твена викликали подібні суперечки). Арне Дункан, який обіймав посаду міністра освіти при президенті Обамі, зазначив, що видалення книги зі списків для читання свідчить про те, що нація має «реальні проблеми». У 1966 році один із батьків у Ганновері, штат Вірджинія, протестував проти того, що використання зґвалтування як сюжету було аморальним. Джонсон наводить приклади листів до місцевих газет, які варіювалися від розваги до гніву; ті листи, які виражали найбільше обурення, однак, скаржилися на потяг Майелли Юелл до Тома Робінсона через зображення зґвалтування. Дізнавшись, що адміністратори школи проводять слухання, щоб вирішити, чи підручник підходить для класу, Гарпер Лі надіслала 10 доларів The Richmond News Leader, запропонувавши використати їх для зарахування «шкільної ради округу Ганновер до будь-якого першого класу за її вибором». У 1968 році Національна освітня асоціація поставила роман другим у списку книг, які отримали найбільше скарг від приватних організацій — після «Маленького чорного самбо».

Зі зміною ставлення до раси в 1970-х роках «Убити пересмішника» зіткнувся з викликами іншого роду: ставлення до расизму в Мейкомбі засуджувалося недостатньо суворо. Це призвело до неоднозначного сприйняття роману загалом позитивного впливу на расові стосунки для білих читачів, але до більш неоднозначного сприйняття чорними читачами. В одній резонансній справі за межами США шкільні округи в канадських провінціях Нью-Брансвік і Нова Шотландія намагалися вилучити книгу зі стандартних навчальних програм у 1990-х роках, заявивши:
Термінологія в цьому романі піддає учнів принизливому досвіду, який позбавляє їх самоповаги та поваги з боку однолітків. Слово "нігер" вживається у романі 48 разів... Ми вважаємо, що навчальна програма з англійської мови в Новій Шотландії повинна дозволяти всім учням відчувати себе комфортно з ідеями, почуттями та досвідом, представленими без страху приниження.... "Убити пересмішника" - це книга, яка більше не відповідає цим цілям, а отже, не повинна більше використовуватися для викладання в класі.
Крім того, незважаючи на те, що тематика роману зосереджена на расовій несправедливості, темношкірі персонажі в ньому не розглядаються повністю. Через використання расових епітетів, стереотипних зображень забобонних чорношкірих і Кальпурнії, яка для деяких критиків є оновленою версією мотиву «задоволеного раба», а для інших просто недосліджена, книга розглядається як маргіналізація темношкірих персонажів. Один письменник стверджує, що використання розповіді Скаут служить зручним механізмом для читачів, щоб бути невинними та відстороненими від расового конфлікту. Голос Скаут «функціонує як не-я, що дозволяє нам іншим — чорним і білим, чоловікам і жінкам — знайти своє відносне положення в суспільстві». Навчальний посібник до роману, опублікований The English Journal, застерігає: «те, що здається чудовим або потужним для однієї групи учнів, може здаватися принизливим для іншої». Консультант з канадських мовних мистецтв виявив, що роман добре відгукнувся серед білих студентів, але чорношкірі студенти вважали його «деморалізуючим». Оскільки расизм розповідається з точки зору білих з акцентом на мужності та моралі білих, деякі назвали роман «комплексом білого рятівника», критика також спрямована на екранізацію з її розповіддю про білого рятівника. Інша критика, сформульована Майклом Ліндом, полягає в тому, що роман потурає класичним стереотипам і демонізації бідного сільського «білого сміття».

Однак цей роман називають чинником успіху руху за громадянські права в 1960-х роках, оскільки він «прибув у потрібний момент, щоб допомогти Півдню та нації боротися з расовою напругою (через) прискорення руху за громадянські права». Його публікація настільки тісно пов'язана з Рухом за громадянські права, що багато досліджень книги та біографії Гарпер Лі містять описи важливих моментів у русі, незважаючи на те, що вона не брала безпосередньої участі в жодному з них. Лідер громадських прав Ендрю Янг коментує, що частина ефективності книги полягає в тому, що вона «вселяє надію посеред хаосу та сум'яття» та використовуючи расові епітети, зображує реальність часів, у яких діялася. Янг розглядає роман як «акт гуманності», який показує можливість людей піднятися над своїми упередженнями. Письменник з Алабами Марк Чайлдресс порівнює це з впливом «Хатини дядька Тома», книги, яку часто вважають причетною до початку громадянської війни в США. Чайлдресс стверджує, що роман
дає білим південцям спосіб зрозуміти расизм, з яким вони були виховані, і знайти інший шлях. І більшість білих людей на Півдні були хорошими людьми. Більшість білих людей на Півдні не кидали бомби і не спричиняли хаосу ... Я вважаю, що книга справді допомогла їм зрозуміти, що не так із системою, так як це ніколи не змогла зробити будь-яка кількість трактатів, тому що це було популярне мистецтво, тому що воно розповідалося з точки зору дитини.
Даян МакВортер, лауреат Пулітцерівської премії, історик Бірмінгемської кампанії, стверджує, що «Убити пересмішника» засуджує расизм, а не расистів, і стверджує, що кожна дитина на Півдні має моменти расового когнітивного дисонансу, коли вони стикаються з жорстокою реальністю нерівності. Це почуття спонукає їх засумніватися в переконаннях, з якими вони були виховані, що для багатьох дітей є тим, що робить роман. Маквортер пише про Лі: «Для білої людини з Півдня написати таку книгу наприкінці 1950-х років справді незвично — сама її наявність є актом протесту». Автор Джеймс Макбрайд називає Лі геніальною, але не називає її хороброю:
Я думаю, називаючи Гарпер Лі сміливою, ви нібито звільняєте себе від власного расизму ... Вона, безумовно, встановила стандарти щодо того, як потрібно обговорювати ці питання, але я відчуваю багато в чому ... моральна планка опущена. І це справді прикро. Нам потрібна тисяча Аттікусових Зябликів.
Проте Макбрайд захищає сентиментальність книги та те, як Лі підходить до історії з «чесністю та порядністю».

## Відзнаки

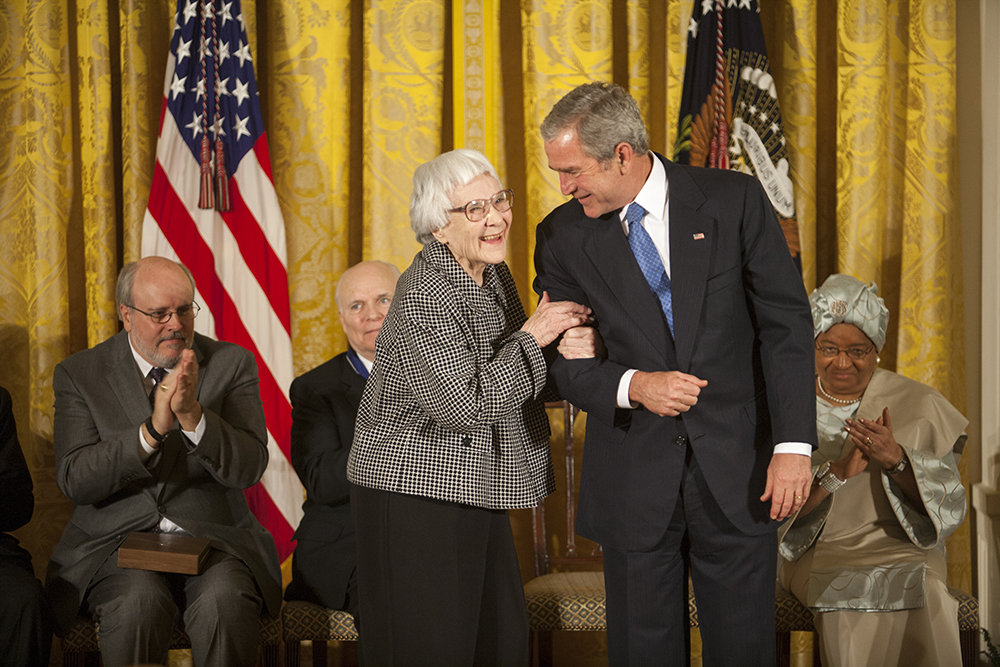
Гарпер Лі та президент Джордж Буш на церемонії нагородження Лі президентською медаллю Свободи 5 листопада 2007 року за «Убити пересмішника»

Протягом кількох років після публікації роману Гарпер Лі користувалася увагою, яку привернула її популярність, даючи інтерв’ю, відвідуючи школи та заходи, присвячені книжці. У 1961 році, коли «Убити пересмішника» був 41-й тиждень у списку бестселерів, він був нагороджений Пулітцерівською премією, приголомшивши Лі. Він також отримав нагороду Brotherhood від Національної конференції християн та євреїв у тому ж році та нагороду «М’яка обкладинка року» від журналу Bestsellers у 1962 році. Починаючи з 1964 року, Лі почала відмовлятися від інтерв’ю, скаржачись на одноманітність запитань, і хвилювалася, що увага, яку їй приділяли, межує з тим видом публічності, якого прагнули знаменитості. Відтоді вона відмовлялася говорити з журналістами про книгу. Вона також рішуче відмовлялася надати вступ, написавши в 1995 році: «Вступ пригнічує задоволення, вбиває радість очікування, розпалює цікавість. Єдине, що добре у вступі - це те, що в деяких випадках він відтерміновує прийдешню дозу. «Пересмішник» все ще говорить те, що має сказати; він зумів пережити роки без преамбули».
У 2001 році Лі був прийнятий до Академії пошани Алабами. Того ж року мер Чикаго Річард М. Дейлі ініціював програму читання в міських бібліотеках і обрав свою улюблену книгу «Убити пересмішника» як першу назву програми «Одне місто, одна книга». Лі заявила, що «немає більшої честі, яку міг би отримати роман». До 2004 року роман вибрали 25 спільнот для варіацій загальноміської програми читання, більше, ніж будь-який інший роман. Девід Кіпен з Національного фонду мистецтв, який керував «Великим читанням», стверджує, що «люди просто відчувають зв'язок з ним. Вона витягує на поверхню речі з їхнього власного життя, їхньої взаємодії через расові кордони, правові колізії та дитинство. Це просто скелетний ключ до багатьох різних частин життя людей, і вони плекають його».
У 2006 році Лі отримала ступінь почесного доктора Університету Нотр-Дам. Під час церемонії студенти та публіка аплодували Лі стоячи, а весь випускний клас підняв копії «Убити пересмішника», щоб вшанувати її. Президент Джордж Буш нагородив Лі Президентською медаллю Свободи 5 листопада 2007 року. У своїй промові Буш заявив: «Одною з причин успіху «Убити пересмішника» є мудре і добре серце авторки, яке проявляється на кожній сторінці. ... «Убити пересмішника» вплинув на характер нашої країни на краще. Вона стала подарунком для всього світу. Як взірець гарного письма та гуманної чутливості, цю книгу читатимуть і вивчатимуть завжди».
Залишаючись на першому місці протягом усього п’ятимісячного періоду голосування у 2018 році, американська публіка через «Велике американське читання» PBS вибрала «Убити пересмішника» улюбленою книгою Америки.
У 2003 році після річного опитування британської публіки цей роман зайняв 6-е місце в рейтингу The Big Read BBC, це була найвища небританська книга в списку. 5 листопада 2019 року BBC News внесло «Убити пересмішника» у свій список 100 найвпливовіших романів.  У 2020 році роман посів п’яте місце в списку «Кращих купівель УСІХ ЧАСІВ» Нью-Йоркської публічної бібліотеки.

## «Іди, вартового постав»
Попередня чернетка «Убити пересмішника» під назвою «Іди, вартового постав» була опублікована 14 липня 2015 року. Ця чернетка, яка була завершена в 1957 році, розгортається через 20 років після періоду часу, описаного в «Убити пересмішника», але не є продовженням оповіді. Ця попередня версія історії розповідає про дорослу скаутку Фінч, яка їде з Нью-Йорка, щоб відвідати свого батька, Аттікуса Фінча, у Мейкомбі, штат Алабама, де вона стикається з нетерпимістю у своїй громаді. Вважалося, що рукопис «Іди, вартового постав» було втрачено, доки її не виявила адвокат Лі Тоня Картер, але це твердження широко оскаржувалося. «Вартовий» містить ранні версії багатьох персонажів із «Убити пересмішника». За словами агента Лі Ендрю Нюрнберга, спочатку планувалося, що «Пересмішник» стане першою книгою трилогії: «Вони обговорювали публікацію спочатку «Пересмішника», а потім «Вартового» і короткого сполучного роману між ними». Однак це твердження було дискредитовано експертом з рідкісних книг Джеймсом С. Джаффе, який переглянув сторінки на прохання адвоката Лі та виявив, що вони є лише черговою чернеткою «Убити пересмішника». Заява Нюрнберга також суперечила опису Джонатана Малера про те, що «Вартовий» вважався лише першим варіантом «Пересмішника». Випадки, коли багато уривків збігаються між двома книгами, у деяких випадках слово в слово, також спростовують це твердження. Обидві книги також були досліджені за допомогою судової лінгвістики, і їх порівняльне дослідження підтвердило, що Харпер Лі була їхнім єдиною авторкою.

## Інші медіа

### Фільм 1962 року
За книгою 1962 року було знято однойменний фільм із Грегорі Пеком у головній ролі в ролі Аттікуса Фінча. Продюсер фільму Алан Пакула згадав, як керівники Universal Pictures запитували його про потенційний сценарій: «Вони сказали: «Яку історію ви плануєте розповісти для фільму?» Я запитав: «Ви читали книгу?» Вони сказали: «Так». Я сказав: «Це історія». Фільм став хітом у прокаті, швидко зібравши понад 20 мільйонів доларів з бюджету в 2 мільйони доларів. Він отримав три премії «Оскар»: за найкращу чоловічу роль Грегорі Пека, за найкращу режисерську декорацію, чорно-білий фільм, і за найкращий сценарій, заснований на матеріалі з іншого засобу для Хортона Фута. Він був номінований ще на п'ять премій «Оскар», включаючи найкращий фільм, найкращу режисуру та найкращу жіночу роль другого плану за Мері Бедхем, акторку, яка зіграла Скаут. На той момент вона була наймолодшою акторкою, номінованою в цій категорії.
Лі була задоволена фільмом: «У цьому фільмі зустрілися людина і роль ... Мені було багато-багато пропозицій перетворити це на мюзикли, на телебачення чи вистави, але я завжди відмовлявся. Цей фільм був витвором мистецтва». Пек познайомився з батьком Лі, моделлю Аттікуса, перед зйомками. Батько Лі помер ще до виходу фільму. Лі була настільки вражена грою Пека, що подарувала йому кишеньковий годинник свого батька, який він мав із собою того вечора, коли йому вручали Оскар за найкращу чоловічу роль. Через роки він не хотів розповідати Лі, що годинник викрали з його багажу в лондонському аеропорту Гітроу. Коли Пек зрештою розповів Лі, вона сказала йому: «Ну, це лише годинник». Він сказав: «Гарпер — вона глибоко переживає, але вона не сентиментальна людина». Після зйомок фільму Лі та Пек ще довго дружили. На її честь онука Пека назвали «Гарпер».
У травні 2005 року Лі з'явився в Публічній бібліотеці Лос-Анджелеса на прохання вдови Пека Веронік, яка сказала про Лі:
Вона як національний скарб. Це людина, яка змінила ситуацію ... з цією книгою. Книга все ще така ж сильна, як і раніше, як і фільм. Усі діти в Сполучених Штатах читають цю книгу і дивляться фільм у сьомих і восьмих класах і пишуть роботи та есе. Мій чоловік отримував тисячі й тисячі листів від учителів, які надсилали їх йому.

### Вистави
Книга була вперше адаптована як п'єса Крістофера Сергела. Ця адаптація дебютувала в 1990 році в Монровілі, місті, яке називає себе «літературною столицею Алабами». П'єса йде щороку в травні на території окружного суду, а акторський склад складають жителі міста. Білі глядачі-чоловіки обираються в антракті, щоб скласти журі. Під час сцени в залі суду постановка переміщується в будівлю суду округу Монро, і глядачі розділені за расовою ознакою. Автор Альберт Мюррей сказав про зв’язок міста з романом (і щорічною виставою): «Воно стає частиною міського ритуалу, як релігійна основа Марді Гра. Оскільки все місто юрбиться навколо справжньої будівлі суду, це частина центральна громадянська освіта — те, чим Монровілль прагне бути».
П'єса Сергеля гастролювала у Великій Британії, починаючи з West Yorkshire Playhouse у Лідсі в 2006 році, і знову в 2011 році, починаючи з Йоркського Королівського театру, в обох постановках Дункан Престон грає Аттікуса Фінча. П’єса також відкрила сезон 2013 року в театрі під відкритим небом Ріджентс-Парк у Лондоні, де грали при повних залах і зняли Роберта Шона Леонарда в ролі Аттікуса Фінча, що стало його першою появою в Лондоні за 22 роки. Виробництво повернулося на місце, щоб закрити сезон 2014 року, перед туром у Великій Британії.
За статтею National Geographic, роман настільки шанують у Монровілі, що люди цитують рядки з нього, як зі Святого Письма; однак сама Гарпер Лі відмовилася відвідувати будь-які вистави, оскільки «вона ненавидить усе, що торгує славою книги». Щоб підкреслити це почуття, Лі вимагала, щоб книга рецептів під назвою «Кулінарна книга Кальпурнії» не була видана та розпродана з Музею спадщини округу Монро. Девід Лістер у The Independent стверджує, що відмова Лі говорити з журналістами викликала у них бажання взяти у неї інтерв’ю ще більше, а її мовчання «робить Боба Ділана схожим на медіа-шлюху». Незважаючи на її розчарування, все більше туристів зробили Монровілль своїм пунктом призначення, сподіваючись побачити джерело натхнення Лі для книги або саму Лі. Місцеві жителі називають їх «поклонницями-пересмішниками», і хоча Лі не була замкнутою, вона відмовлялася від публічності та інтерв'ю з рішучим «В біса, ні!»
У 2018 році Аароном Соркіним була написана нова екранізація, яка дебютувала на Бродвеї. Бродвейська постановка була номінована на дев'ять премій Тоні, вигравши одну.

### Графічний роман
У жовтні 2018 року Фред Фордхем адаптував та проілюстрував історію як графічний роман. Деякі довші описові та коментарі були пропущені – «частини, які діти все одно пропускають», як каже Сі Джей Лайонс у своїй рецензії на графічний роман у New York Journal of Books, яка продовжує: скажіть, що «серце вигаданого Лі Мейкомба 1933 року точно відтворено за допомогою мистецтва та діалогу».

## Українські переклади
Українською мовою книга видавалася 1975 року в перекладі Михайла Харенка (видавництво «Молодь») та 2015 року в перекладі Тетяни Некрич під назвою «Вбити пересмішника» (видавництво «KM Publishing»).

## Визнання
- Книга займає 40-ве місце у Рейтингу 100 найкращих книг усіх часів журналу Ньюсвік 2009[181].

## Вивчення в школі
За програмою "ЗАРУБІЖНА ЛІТЕРАТУРА" для загальноосвітніх навчальних закладів 5–9 класи (2012 р. зі змінами 2015-2017 рр.) роман "Убити пересмішника" вивчається в 9 класі // https://mon.gov.ua/ua/osvita/zagalna-serednya-osvita/navchalni-programi/navchalni-programi-5-9-klas.